# Anguliphantes
Anguliphantes Saaristo & Tanasevič, 1996 è un genere di ragni appartenente alla famiglia Linyphiidae.

## Distribuzione
Le sedici specie oggi note di questo genere sono state rinvenute in diverse località della regione paleartica.

## Tassonomia
Per la determinazione della caratteristiche della specie tipo di questo genere sono stati esaminati gli esemplari di Lepthyphantes angulipalpis (Westring, 1851).
Dal 2011 non sono stati esaminati esemplari di questo genere.
A dicembre 2012, si compone di 16 specie:
- Anguliphantes angulipalpis (Westring, 1851)[3] — Regione paleartica
- Anguliphantes cerinus (L. Koch, 1879) — Russia
- Anguliphantes curvus (Tanasevič, 1992) — Russia
- Anguliphantes dybowskii (O. P.-Cambridge, 1873) — Russia, Mongolia
- Anguliphantes karpinskii (O. P.-Cambridge, 1873) — Russia, Mongolia, Cina
- Anguliphantes maritimus (Tanasevič, 1988) — Russia, Cina
- Anguliphantes monticola (Kulczyński, 1881) — Europa
- Anguliphantes nasus (Paik, 1965) — Cina, Corea
- Anguliphantes nepalensis (Tanasevič, 1987) — India, Nepal, Pakistan
- Anguliphantes nepalensoides Tanasevič, 2011 — India
- Anguliphantes ryvkini Tanasevič, 2006 — Russia
- Anguliphantes sibiricus (Tanasevič, 1986) — Russia
- Anguliphantes silli (Weiss, 1987) — Romania
- Anguliphantes tripartitus (Miller & Svaton, 1978) — Europa Centrale
- Anguliphantes ussuricus (Tanasevič, 1988) — Russia
- Anguliphantes zygius (Tanasevič, 1993) — Russia, Cina

### Sinonimi
- Anguliphantes dentatus (Tao, Li & Zhu, 1995); esemplari trasferiti dal genere Lepthyphantes Menge, 1860 e posti in sinonimia con A. zygius Tanasevič, 1993, a seguito di un lavoro degli aracnologi Marusik & Koponen, 2000[1].